# Château Rubino
Le château Rubino (en italien : Castello Rubino) est une villa éclectique située à Andrate au Piémont.

## Histoire
Le château est construit pendant les années 1920 à la demande de la famille Rubino, une riche famille d'entrepreneurs actifs dans la production d'outils pour l'agriculture et l'artisanat originaire de Biella.
La villa, qui devient successivement propriété de la famille Paracchi, est aujourd'hui abandonnée.

## Description
Le château se dresse en position panoramique dans la localité de Croce Serra dans la commune d'Andrate à 915 mètres d'altitude,.
La propriété est composée d'une grand bâtiment principal qui ressemble à un château avec tours, loggias et créneaux. La résidence est entourée d'un vaste parc privé à son tour entouré de murs.

## Galerie d'images

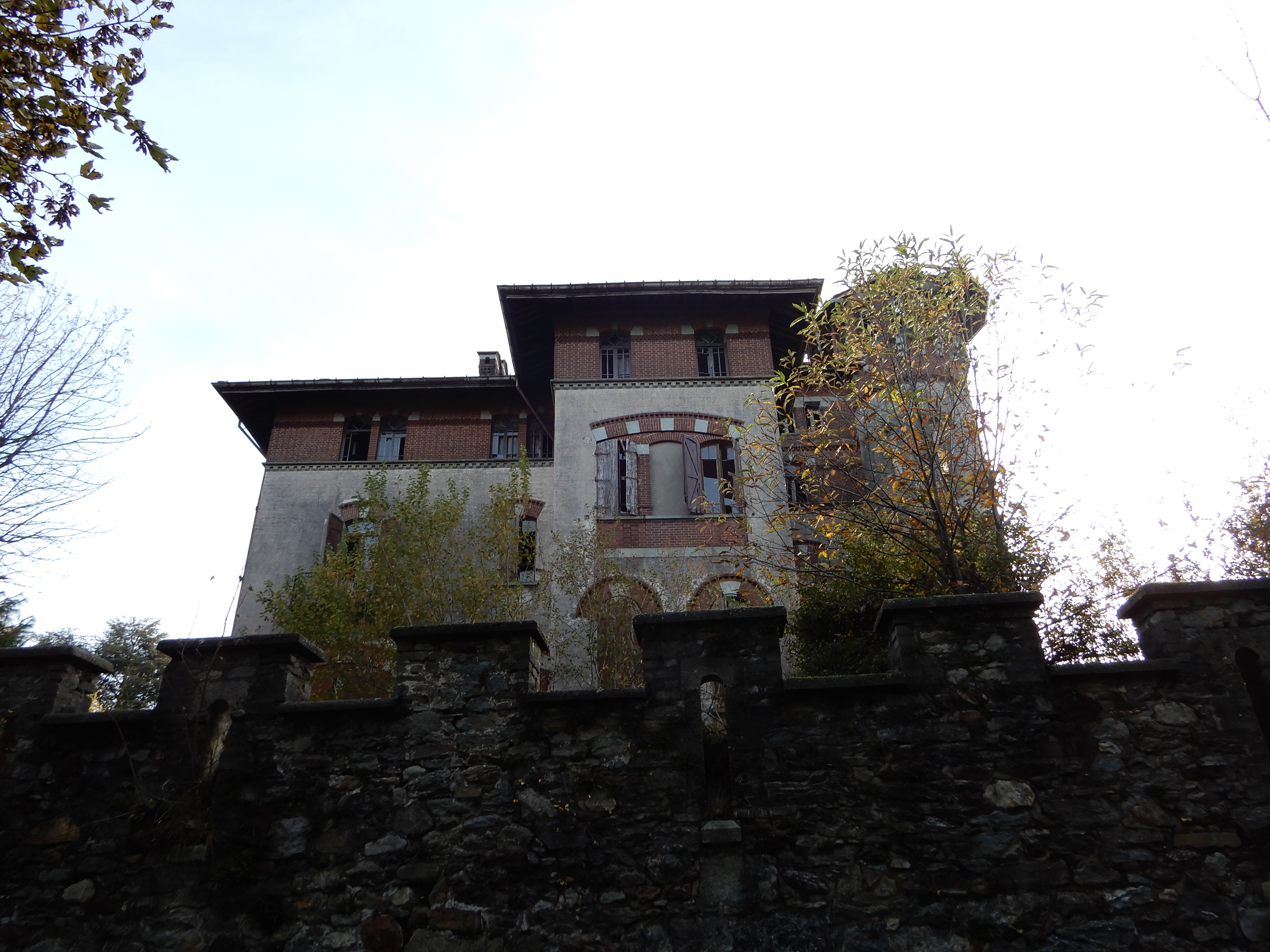
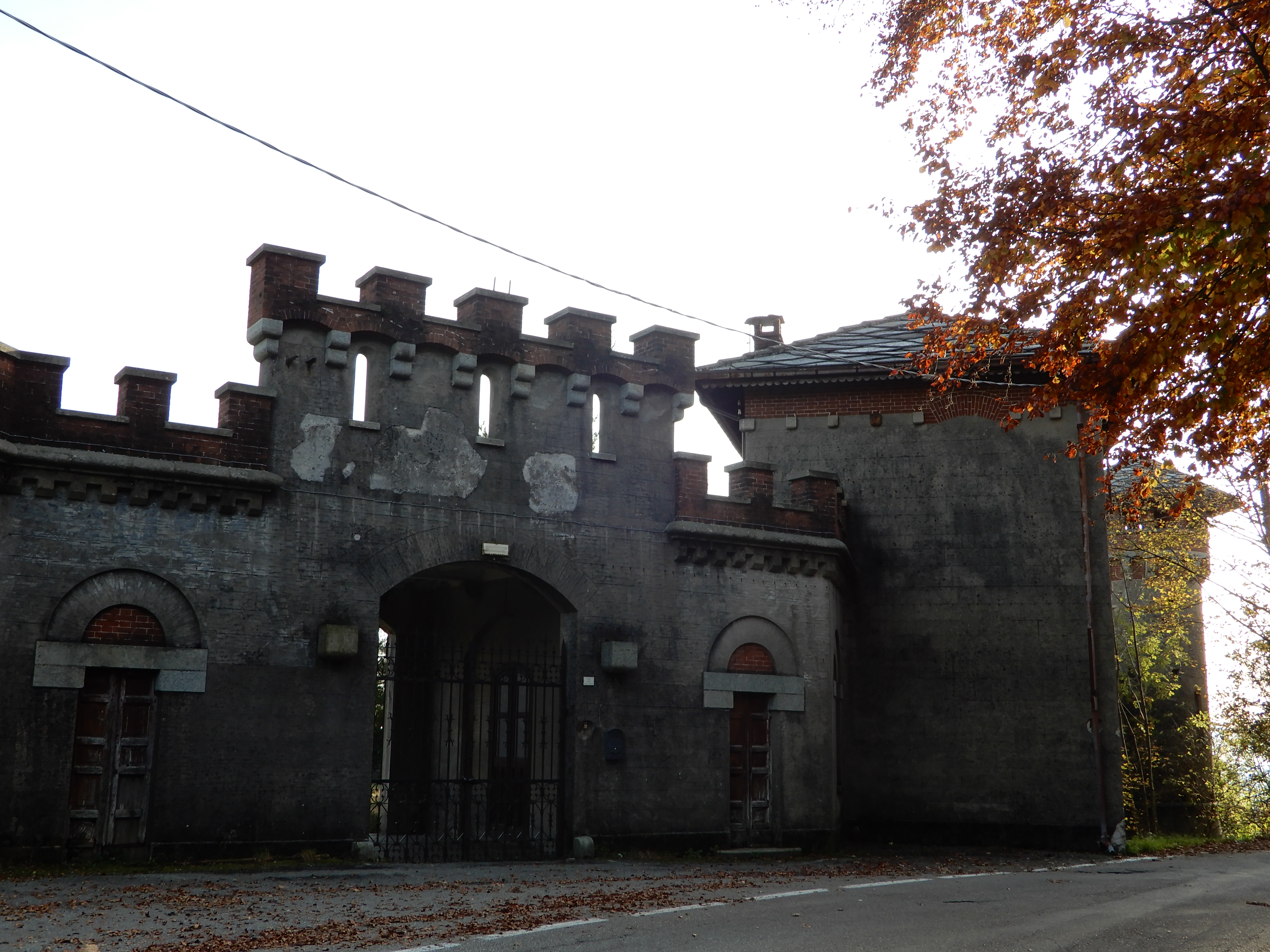
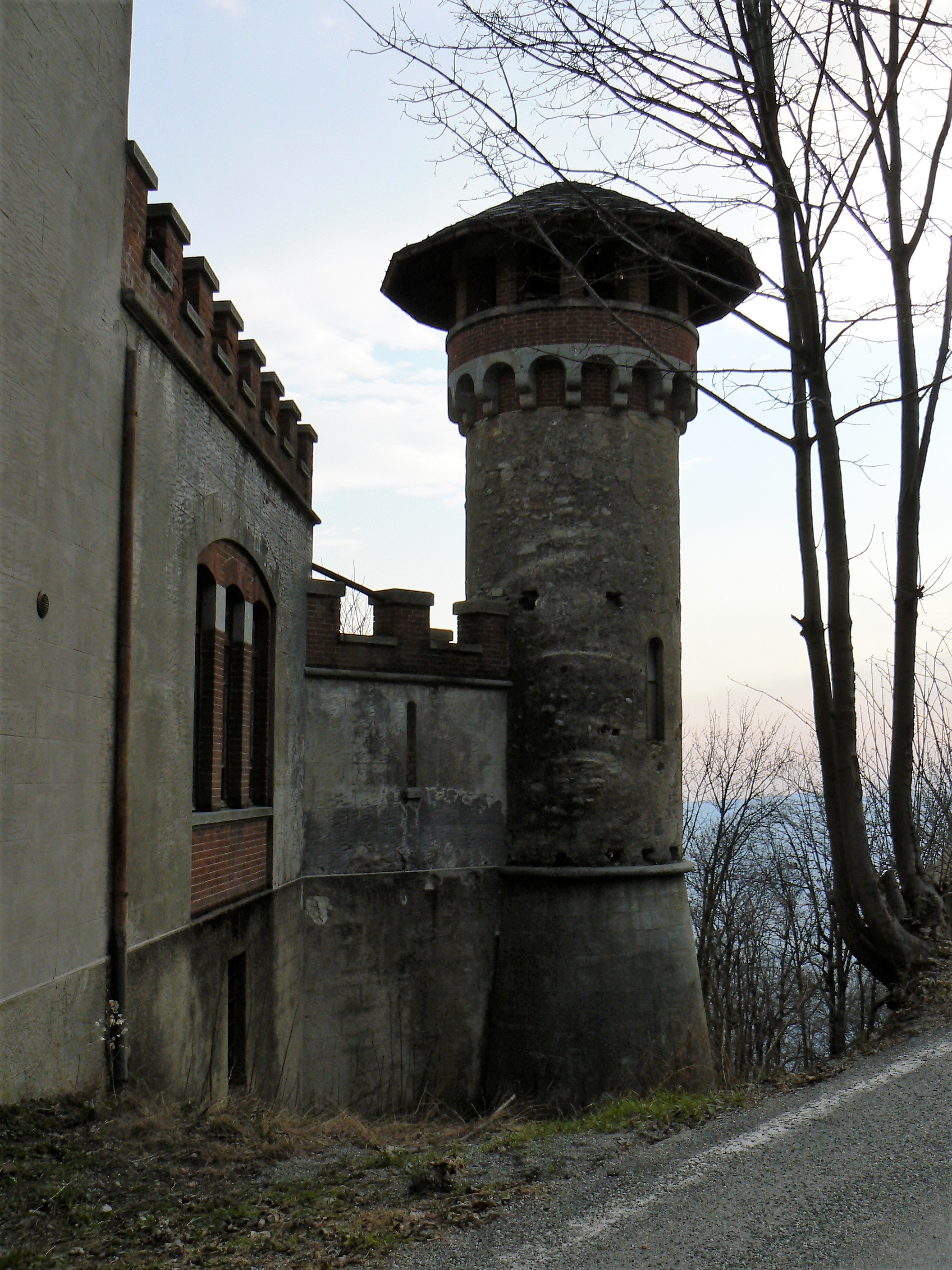